# Preston Manning

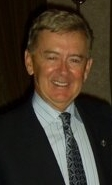
Preston Manning

Preston Manning (Edmonton (Alberta), 10 juni 1942) is een Canadees politicus. 
Hij was de oprichter en enige leider van de Reform Party of Canada, een federale partij die zichzelf omdoopte naar de Canadian Alliance. Hij zetelde in het parlement voor zijn partij tot aan zijn pensionering, waarna de partij samenging met de Progressive Conservative Party om de Conservative Party of Canada te vormen.
De partij van Manning kreeg een basis vooral in het westen van het land. Tien jaar na de oprichting werd de partij deel van de officiële oppositie, waarvan Manning de leider werd. Later streefde hij naar het samengaan van de conservatieve partijen om op die manier beter oppositie tegen de Liberalen te kunnen voeren.
In 2003 schreef hij zijn biografie over het politieke leven, Think Big: Adventures in Life and Democracy. Later bleef hij schrijven over politiek, vooral over de politiek en de toekomst van Canada.
- Bibliothèque nationale de France: cb13191956z (data)
- Gemeinsame Normdatei: 119102803
- International Standard Name Identifier: 0000 0000 7373 0558
- Library of Congress Control Number: n92078186
- Nationale Bibliotheek van Israël: 987007318905705171
- Système universitaire de documentation: 035474017
- Virtual International Authority File: 20483060
- WorldCat: E39PBJcBY7GggQvmgwHMT3pByd